# Laseinie-Inseln
Die Laseinie-Inseln sind eine Inselgruppe in der Salomonensee. Politisch gehören sie zur Bwanabwana Rural LLG (Local Level Government) Area im Distrikt Samarai-Murua der Provinz Milne Bay im südöstlichen Bereich von Papua-Neuguinea. Sie befinden sich südöstlich der D’Entrecasteaux-Inseln.
Die Laseinie-Inseln befinden sich auf einer flachen Sandbank, die sich 16 km in Ost-West-Richtung erstreckt und in Nord-Süd-Richtung bis zu 7 km breit ist. Der nördliche Rand der Bank wird durch eine Reihe von Riffen markiert, auf denen sich mehrere Gruppen von kleinen Inseln befinden. Im Westen liegen die aus zwei kleinen Inselchen bestehende Gruppe der Hardman-Inseln. Auf der nördlichen und nordöstlichen Seite der Bank befinden sich die eigentlichen Laseinie-Inseln. Die Gruppe besteht aus den drei kleinen Inseln der Kagawan-Gruppe auf dem nördlichen Rand der Bank, der größeren Insel Koyagaugau (Dawson) sowie zwei kleineren Inseln südöstlich von Dawson. 
Die 187 Einwohner (Volkszählung 2000) Einwohner leben alle im Dorf der Hauptinsel Dawson. Sie sprechen Bwanabwana.